# Ficus supfiana
Ficus supfiana là một loài thực vật có hoa trong họ Moraceae. Loài này được Schltr. ex Diels mô tả khoa học đầu tiên năm 1935.